# Lug (Kiseljak)
Lug es un pueblo ubicado en el municipio de Kiseljak, en el cantón de Bosnia Central, Bosnia y Herzegovina.

## Superficie
Cuenta con una superficie de 1,19 kilómetros cuadrados.

## Demografía
Hasta 2013 la población era de 225 habitantes, con una densidad de población de 188,7 habitantes por kilómetro cuadrado.